# Варжиња
Варжиња (порт. Varginha) град је и општина у југозападној бразилској држави Минас Жераис. Према попису становништва, у граду живи 131,502 становника. Површина општине је 395,647 km². Варжиња се издваја као један од главних трговачких центара и производње кафе у Бразилу, па и у свету.
Варжиња је у свету позната по догађају који се тамо десио 1996. године. Тада су град наводно посетили НЛО-и. Локално становништво је тврдило како виђају ванземаљска бића. Многи су тада звали бразилску војску, полицију и ватрогасце. Након тог догађаја град је почео да инвестира у НЛО туризам. Данас у граду постоје стајалишта у облику свемирских бродова те водена кула у облику НЛО-а у центру града. У августу 2004. године организован је Варжињски НЛО конгрес на коме су били НЛО истраживачи из целог Бразила.

## Становништво
| 2010.   |
| ------- |
| 123.081 |

## Привреда
Варжиња је главни регионални центар за услуге и индустрију. Неколико фабрика је основано у граду. У граду постоји и велики број малих предузећа у индустријском сектору. Град је такође и један од највећих произвођача кафе у свету.